# 유지니 레온토비치

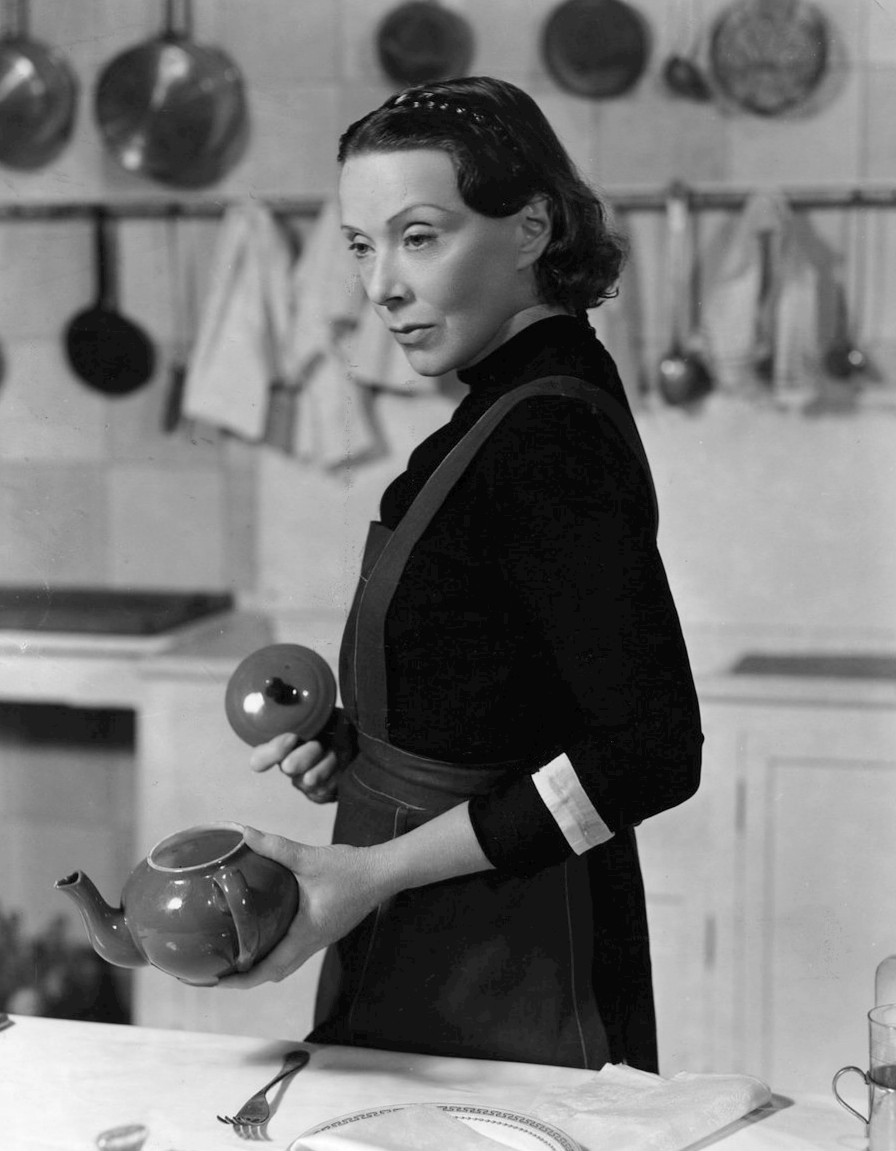

유지니 레온토비치(Евге́ния Леонто́вич, 1900년 3월 21일 ~ 1993년 4월 2일)는 미국의 배우, 연극 배우, 텔레비전 배우, 영화배우이다.
모스크바에서 태어났으며 뉴욕에서 사망하였다. 사인은 폐렴이다.

## 영화
- 세계를 그의 품안에 (1952년)